# Паоло Гальвані
Пао́ло Гальва́ні (італ. Paolo Galvagni; нар. 1967, Болонья) — італійський перекладач-україніст.

## Біографія
Народився Гальвані у 1967 року в Болоньї.
Закінчив Болонський університет, стажувався у Київському університеті імені Тараса Шевченка. Мешкає і працює в болонській провінції, активно перекладає російську та українську поезію: А. Ахматова, О. Блок, Сергій Єсенін, Олена Шварц, Василь Філіппов, Максим Бородін, В. Висоцький, С. Зсух, В. Маяковський, С. Свірідов, І. Франко, Т. Шевченко, Олександр Ірванець, Віктор Неборак та ін.